# Svartisen hadművelet

Hopen térképe

A Svartisen hadművelet német katonai akció volt a második világháborúban, amelynek célja egy  meteorológiai állomás működtetése volt az északi-sarki területen.
A második világháborúban szembenálló feleknek létfontosságú volt, hogy pontos időjárási előrejelzésekhez jussanak. Az Északnyugat-Európa és Skandinávia időjárását meghatározó meteorológiai rendszerek általában nyugatról, északnyugatról érkeznek, ezért a legjobban a sarki területeken – Grönland, Jan Mayen-sziget, Izland, Spitzbergák – működő állomások tudják előrejelezni a változásokat. A németek számára elengedhetetlen volt, hogy megbízható meteorológiai jelentésekhez jussanak a térségből. Különös értéke lett ebből a szempontból a Spitzbergáknak.
A Svartisen hadművelet keretében a Luftwaffe egy állomást állított fel a Barents-tenger partján, Hopennél 1943-44 telén. A katonai vezető egy egészségügyi tiszt, Dr. Franz Ertl, a tudományos irányító Dr. Albert Schwarz volt. A legénységet búvárhajóval vitték a helyszínre, de a felszerelés sok darabja megsérült, mert bedobozolva nem fért át a tengeralattjáró folyosóján. Az U–354-es 1943. október 25-én futott ki Tromsø-ből, és két nap múlva érkezett meg Hopenhez. A partra szállítást két gumicsónakkal és a közelben talált mentőcsónakkal oldották meg, de közben a felszerelés egy részét megrongálta a becsapó tengervíz. A parton egy elhagyatott kunyhó állt, abba költözött be az állomás legénysége. A megfigyelések november 19-én kezdődtek meg.
Tavasszal, amikor a tenger jege töredezni kezdett, felépítettek egy tábort az állomástól hat kilométerre, a Kollerfjellet északi lejtőjén, ahova egy esetleges ellentámadás esetén visszahúzódhattak volna. Július 22-én az U–354-es tengeralattjáró evakuálta a legénységet.